# RabbitMQ
RabbitMQ ist eine Open Source Message Broker Software, die das Advanced Message Queuing Protocol (AMQP) implementiert. Der RabbitMQ-Server ist in Erlang geschrieben.
Die Software wird entwickelt und gepflegt von Rabbit Technologies Ltd, einem Zusammenschluss von LShift und Cohesive FT, die im April 2010 von SpringSource erworben wurde. SpringSource war eine Abteilung von VMware, die im April 2013 in ein neu gegründetes Joint Venture Unternehmen zwischen VMware, EMC Corporation und General Electric mit Namen Pivotal Software Inc. ausgegliedert wurde.

## Beispiele
Dieser Abschnitt zeigt Programmbeispiele in Python:

### Senden
Das folgende Programm baut eine Verbindung auf, stellt die Existenz der Empfänger-Warteschlange sicher, sendet die Nachricht und schließt die Verbindung:
```
#!/usr/bin/env python3

import
 
pika

connection
 
=
 
pika
.
BlockingConnection
(
pika
.
ConnectionParameters
(
'localhost'
))

channel
 
=
 
connection
.
channel
()

channel
.
queue_declare
(
queue
=
'hello'
)

channel
.
basic_publish
(
exchange
=
''
,
 
routing_key
=
'hello'
,
 
body
=
'Hello World!'
)

print
(
" [x] Sent 'Hello World!'"
)

connection
.
close
()

```

### Empfangen
Entsprechend empfängt das folgende Programm Nachrichten aus der Warteschlange und gibt deren Inhalt auf dem Bildschirm aus:
```
#!/usr/bin/env python3

import
 
pika

connection
 
=
 
pika
.
BlockingConnection
(
pika
.
ConnectionParameters
(
host
=
'localhost'
))

channel
 
=
 
connection
.
channel
()

channel
.
queue_declare
(
queue
=
'hello'
)

print
(
' [*] Waiting for messages. To exit press CTRL+C'
)

def
 
callback
(
ch
,
 
method
,
 
properties
,
 
body
):

    
print
(
" [x] Received 
%r
"
 
%
 
(
body
,))

channel
.
basic_consume
(
callback
,
 
queue
=
'hello'
,
 
no_ack
=
True
)

channel
.
start_consuming
()

```